# On continue à l'appeler fils de...
Pour plus de détails, voir Fiche technique et Distribution.
On continue à l'appeler fils de... (El Zorro justiciero) est un film hispano-italien réalisé par Rafael Romero Marchent, sorti en 1972.

## Fiche technique
Sauf indication contraire, les informations mentionnées dans cette section peuvent être confirmées par la base de données cinématographiques IMDb,  présente dans la section « Liens externes ».
- Titre français : On continue à l'appeler fils de... ou Zorro le justicier[1]
- Titre original espagnol : El Zorro justiciero
- Titre italien : E continuavano a chiamarlo figlio di...
- Réalisation : Rafael Romero Marchent
- Scénario : Rafael Romero Marchent, Nino Stresa
- Photographie : Marcello Masciocchi
- Montage : Antonio Gimeno[2]
- Musique : Coriolano Gori
- Société(s) de production : Transeuropa Film, Italian International Film, Copercines, Cooperativa Cinematográfica
- Pays d’origine :  Espagne,  Italie
- Langue originale : italien
- Format : couleur — 35 mm — 2.35,1 (Techniscope) — son Mono
- Genre : action, aventure, western
- Durée :
  - 78 minutes
  - 96 minutes (Italie)
- Dates de sortie :
  - Espagne : 21 février 1972

## Distribution
- Fabio Testi : Don Diego / Zorro (sous le nom de Martin Moore)
- Simonetta Vitelli : Perla Dominguez
- Riccardo Garrone : Albert Pison
- Antonio Gradoli : Pedro
- Piero Lulli : Buck
- Luis Gaspar
- Luis Induni : Shériff
- Carlos Romero Marchent : Fred Macaslim
- Andrés Mejuto : Warner
- Eduardo Calvo : le juge
- Frank Braña : Dominguez (non crédité)
- Miguel de la Riva : Warner Henchman (non crédité)
- Rufino Inglés : banquier (non crédité)
- Emilio Rodríguez : Ian Vanderman (non crédité)

## Production
Le tournage s'est déroulé à Colmenar Viejo.